# Clube Desportivo Arrifanense
O Clube Desportivo Arrifanense é um clube português sediado na vila de Arrifana, Município de Santa Maria da Feira, no Distrito de Aveiro.

## Futebol

### Histórico (inclui 07/08)
|                   | Nº Presenças | Títulos |
| ----------------- | ------------ | ------- |
| Temporadas na 1ª  | 0            |         |
| Temporadas na 2ª  | 0            |         |
| Temporadas na 2ªB | 3            |         |
| Temporadas na 3ª  | -            |         |
| Taça de Portugal  | -            |         |
| Taça da Liga      | 0            |         |

### Classificações
| Escalão          | 00/01 | 01/02 | 02/03 | 03/04 | 04/05 | 05/06 | 06/07 | 07/08 | 08/09 |
| ---------------- | ----- | ----- | ----- | ----- | ----- | ----- | ----- | ----- | ----- |
| Liga Sagres      | -     | -     | -     | -     | -     | -     | -     | -     | -     |
| Liga Vitalis     | -     | -     | -     | -     | -     | -     | -     | -     |       |
| II Divisão       | -     | -     | -     | -     | -     | -     | -     | -     | -     |
| III Divisão      | -     | -     | -     | -     | -     | -     | -     | -     | -     |
| 1º Escalão Dist. | -     | -     | -     |       | -     | -     | -     | -     | -     |
| 2º Escalão Dist. | -     | -     | -     | -     | -     | -     | -     | -     | -     |
| 3º Escalão Dist. | -     | -     | -     | -     | -     | -     | -     | -     | -     |

- Campeonato de Elite AF Aveiro: 1974/75

## História
O clube foi fundado em 1921 e o seu actual presidente é Manuel Oliveira que lidera a respectiva comissão administrativa. Na época de 2014-2015, a equipa de seniores de futebol, participa no campeonato distrital de Aveiro na 2ª Divisão.

## Modalidades / Estádio
O Clube efectua os seus jogos, em casa, no Estádio Maria Carolina Leite Resende Garcia.
O Clube actualmente é representado pelas modalidades desportivas Futebol, formação e seniores, Futsal, Dança HipHop, Voleibol feminino
No futebol escalões de formação é representado pelos seguintes escalões:
- futebol de 7 - petizes, traquinas B, traquinas A, benjamins B, benjamins A, infantis B, infantis A
- futebol de 11 - iniciados, juvenis, juniores, seniores amadores

No Futsal o Clube é representado por uma equipa sénior que na época 2014-2015 irá disputar o campeonato distrital da 1ª divisão de Aveiro.
A Dança HipHop é representada por um grupo que esporadicamente realiza atuações.
O Voleibol feminino disputa o campeonato regional e é composto por vários atletas de vários escalões etários.

## Marca do equipamento e patrocínio
A equipa do escalão sénior enverga equipamento da marca Roly e todas as equipas dos escalões de formação envergam equipamento da marca Lacatony  